# 伊東ライフ
伊東 ライフ（いとう ライフ、ITO LIFE）は、フリーランスで活動する日本のイラストレーター、キャラクターデザイナーである。同人漫画家として知られるとともに、バーチャルYouTuberとしても活動している。過去にはニトロプラス、MOONSTONEに所属し原画家、プロデューサーとしても活動していた。

## 経歴

### 生い立ち
京都府宇治市出身。HAL大阪校卒業。
小学校高学年の頃に美少女ゲームの存在を知る。その後父親のパソコンに入っていた『鬼畜王ランス』などのゲームをプレイして、大きな影響を受ける。絵が上手い親戚（従姉）がおり、幼少期にはそれをよく見ていたため絵を描く技能に憧れがあったが、才能がないと絵を描くことは諦めていた。また小さいころから家にパソコンがあったため、高校生の頃に映像編集に熱中した。beatmania IIDXなどのBGA映像を作りたいと思い、映像系の専門学校であるHALへ進学して3D映像を学んだ。

### アダルトゲームメーカー勤務時代
HAL卒業後に上京してニトロプラスへ入社した。ニトロプラスでは3Dモデル制作や映像制作を担当していたが、Niθの絵に影響を受けて「絵を描きたい」と考えて2006年に退社。24歳から絵を描きはじめ、独学で絵を学んだ後、2007年4月19日にMOONSTONEへ原画家として入社した。絵柄に影響を与えた人物としていぬぶろ、また漫画に影響を与えた人物としてRAITA、イラストに影響を与えた人物としてlackとしらびの名を挙げている。イラスト制作にはCLIP STUDIO PAINTを用いていると語っている。
『マジスキ 〜Marginal Skip〜』でサブ原画を担当した。『マジスキ』の開発終了後、MOONSTONE内で制作を2ラインに増やすことになり、「エロがやりたい」と希望した伊東を中心に新ブランド「MOONSTONE Cherry」が立ち上がる。ブランドデビュー作『いちゃぷり! 〜お嬢さまとイチャラブえっちな毎日〜』では、自身初のメイン原画と共に「エロプロデューサー」を担当する。「エロプロデューサー」の肩書きは、『いちゃぷり!』の開発会議でエロシーンの企画を主導していく伊東の姿を見て、ブランド代表の恋純ほたるが勝手につけたもので、作品情報と共に公式サイトで公開されたが、伊東本人はそれまで全く知らなかったという。その後の『妹ぱらだいす! 〜お兄ちゃんと5人の妹のエッチしまくりな毎日〜』・『放課後☆エロゲー部! 〜エロゲー制作のため女の子たちとえっちしまくりな毎日〜』・『妹ぱらだいす!2 〜お兄ちゃんと5人の妹のも〜っと!エッチしまくりな毎日〜』でも、企画・原画と共にエロプロデューサーを担当する。広報活動として、Webラジオ『MOONSTONE裏放送局』（隔週木曜更新）のパーソナリティを務めていた。番組では多くのユーザーの意見を見ることができ、ユーザーに一歩近づけた感じがするという。2016年1月14日に所属していたMOONSTONEを退職し、同年5月6日にそれをTwitter上で発表した。それ以降フリーとなった。

### 同人作家として
もとより本業の傍ら、自身と同名のサークル「伊東ライフ」で同人活動（漫画制作）を行っていた。同人誌を描き始めたのは2007年からである。絵を描く作業だけでなくストーリー作りも好きで、その経験がゲーム制作にも役立っており、マンガを描くとゲームでのネタが増える。またゲームでは描かないような絵を描くケースが多く、画力向上にもつながっているという。初めて描いた同人誌は2007年に描いた『涼宮ハルヒの憂鬱』の長門の同人誌である。
2020年までに出した全ての同人作品はDLsiteにて『伊東ライフ大全集』として販売されている。総合ランキングにて、販売開始日2020年12月30日に24時間ランキングで1位、2021年1月1日に週間ランキングで1位、2021年1月5日に月間ランキングで1位を獲得しており、2021年5月現在累計で4位である。また、マンガ・CG部門では販売開始日当日に24時間および週間ランキングで1位、翌日に月間ランキングで1位を獲得し、翌年1月7日に累計でも1位を獲得している。2022年末には売上が1万部を超えた。
これまで活動されてきた中で一番嬉しかった事としてエゴサーチで「しんどいから伊東ライフの同人誌でしこって寝る」などの文面を見つけたときを挙げている。自分の使命を果たしている気分になれるという。
「頑張れ頑張れー♡」という台詞を同人作品『ずりあや』にて使用したところ、「がんばれ♡がんばれ♡」というスラングが流行した。本人は、このスラングの所有権は自分にないとし、自由に使って良いと公言している。

### フリーイラストレーターとしての仕事
2015年2月22日、Twitterにて「ヴァンガードのカードイラストの仕事ください」と呟いたところ、同日ブシロードの代表取締役会長である木谷高明から快諾及びオファーされ、カードファイト!! ヴァンガード「Primary Melody」の高邁なる白銀クティーレおよび謎めき乙女ルヴェーネのイラストを担当することとなった。
またこれまでに、自身のモデルを含め複数のバーチャルYouTuberのデザインを行っている。2018年末ににじさんじ所属のバーチャルYouTuber愛園愛美のキャラクターデザインを担当することとなった。その後、東京都大田区の蒲田在住であることから、大田区議会議員の荻野稔のバーチャルYouTuber「おぎの稔」としての原画を担当した。現在のモデルは緒方ていによるデザインである
ビートまりおとは旧知の仲で、ビートまりおが作成したホームページの足跡機能に伊東ライフが書き込んだことによって知り合った。ビートまりおに影響されクリエイターの道に進み、原画家となった。バーチャルYouTuberになった後に、ビートまりおのバーチャルYouTuber用のキャラクターのデザインを担当した。
- 愛園愛美（にじさんじ所属）[8]
- 伊東ライフ（本人）
- おぎの稔（おぎのみのり）（大田区議会議員 無所属、旧デザイン[35]）
- ビートまりお（COOL&CREATE主宰）[36]
- 夢乃リリス[37]（のりプロ所属、引退[38]）

### 同人作家からバーチャルYouTuberへ
それまでは毎年同人誌を書いてコミックマーケットに参加していたが、2020年5月の開催はコロナ禍により中止になった。これによりYouTubeでの活動へと路線変更せざるをえない事態となった。前職の会社ではラジオパーソナリティをしており、喋ることが好きであったため、商業漫画など絵描きとしての他の道に進むのではなくバーチャルYouTuberになることを選んだ。絵を描くことだけでなく、新しいソフトを使うことも好きであるため、Live2Dを触ってみようとデザインは自分で行った。またバーチャルYouTuberのきっかけになる人物としては魔王マグロナの影響を受けていると語っている。

## バーチャルYouTuberとしての経歴
2020年5月12日、バーチャルYouTuberとして本格的に活動を開始した。以降「絵の描けるVTuber」としてYouTube上で活動している。
バーチャルYouTuberとしての伊東ライフのデザインは趣味で、かつ、自ら作ったものである。身長が高く、胸と尻が大変大きく、片目が髪で隠れており、雀斑と眼鏡が特徴で、配信向けではなく自分の好みをただ込めたデザインである。2020年5月18日に新衣装とモデル2.0を発表し、同年9月11日にモデル2.5をお披露目した。また、2021年3月12日にセーター衣装バージョン2.0およびモデル2.5、2.6をお披露目した。そして2022年7月27日にも2周年記念配信に新衣装を発表した。2022年10月までに公開した衣装にはセーター、バニー、袴がある。新衣装発表はできれば自身の誕生日である1月14日とデビュー日の5月12日の年2回行いたいと考えている。
絵を描きながら喋ることは難しいため、1年目から2年目はイラストと絡めた配信はあまりしてこなかった。そのため、他のバーチャルYouTuberでもよくなされているようにゲーム配信とトークを主体とした活動を行っていた。麻雀配信もそのコンテンツの1つで、各種大会への出場を行ってきた。2020年11月23日には雀魂バーチャルインターハイ、2021年6月20日には雀魂2周年大大感謝杯に出場した。また同年10月24日の雀魂コンビ打ち大会では優勝を果たした。2020年9月に「伊東ライフ先生にくきゅうま〜くへの道」にて、公式マーク「にくきゅうま〜く」を獲得するチャレンジに失敗するも、2020年11月に「雀魂バーチャルインターハイ」に出場し獲得した。しかし、2021年1月に行われた「新春にじさんじ麻雀杯」にて出場者の愛園愛美が自分の勝利に伊東ライフのにくきゅうま〜くを懸けて敗れたため、剥奪された。2021年3月4日に天開司、天宮こころ、多井隆晴と雀魂での半荘一回勝負に臨み、再びマークが付与された。
2020年8月にはとらのあな25周年記念企画「オンラインとら祭り2020夏」には自身が手掛けた愛園愛美に加えて、ぽちまる、水龍敬と共に出演した。また、活動をはじめて1周年を機に「YOUTUBE生活ぶっちゃけどうですか」という企画を行い、男子編（2021年5月2日）として夕刻ロベル、歌衣メイカ、ガッチマンVの3人、女子編（2021年5月7日）としてヤマトイオリ、富士葵、兎鞠まりの3人をゲストに呼んでバーチャルYouTuberとしての生活について話し合った。
活動を続けていく中で、ゲームプレイ前に10分程度で絵を描いてそれを紹介しながら配信したところ視聴者の反応がよかったため、自身の持ち味は絵を描くことであるということに気付き、差別化ができることに気付いた。現在では絵を描くこととゲーム配信を絡めた配信を武器に活動を行っている。

### ポケットモンスター企画
バーチャルYouTuberになるまでポケットモンスターシリーズに一切触れてこなかったことから、YouTube上で実況しながらゲームを進め、登場したポケモンを姿を見ずに名前やポケモン図鑑などを頼りにイラストを描く「ミリしら」企画を続けている。「ミリしらポケモン」配信や“1ミリも知らない”『ポケットモンスター』シリーズと呼ばれる。
企画の発端は2021年10月2日に投稿した兎鞠まりとの動画「ポケモンお絵かきで伊東ライフの画力判断！！伊東ライフ初めてのポケモン」で、同年10月5日から「想像で描いた6匹と行こう！伊東ライフ初めてのポケットモンスター」という企画を開始した。2021年10月から2022年6月にかけての最初の企画では初代のリメイク作であるリーフグリーンをプレイし、第2弾の企画として、2023年2月11日まで第2世代のリメイク作ハートゴールドの実況を行った。ストーリーの配信のほか、ポケモンパンのデコキャラシールをヒントに描くピチューを描くチャレンジやポケットモンスター スカーレット・バイオレットに登場するボチを描く企画、AIによって出力された画像をTwitter上で募集しゴーゴートやモスノウなどのポケモンの姿を再現する企画を行っている。ポケモンを知らない状態で企画を続けるため、外出時やインターネットなどで自身が見たことがないポケモンを見ないようにし、「ネタバレ」することを防ぐ生活を行っている。
難易度の高い企画ということもあり失敗も少なくはないため、完成したイラストは本来の姿とは似ても似つかない姿になることも多く、一部のポケモンはリスナーから愛称を名付けられている。例えば、トゲピーはウニをモチーフにした容姿から「ウニピー」、ウソッキーは蛇足ぶりから「ダソッキー」、ピチューはピチューともピカチュウともいえない姿から「ゴハッチュウ（誤発注）」と呼ばれている。また、本人が閃いたときに発する「天地明察」から“天地迷察”と揶揄される。

## 人物
ペンネームの由来は、ニトロプラス退社後に自分のWebサイトを作ろうと考えた際、サイト名を本名の「伊藤」から取って「伊東●●」＋「エロ絵ライフ」→「伊東ライフ」と名付け、その名前が気に入ったため自身のペンネームとした。この際に本名の「伊藤」ではなく「伊東」に変えたのは、「藤」の字の画数が多くて面倒臭いためと本人は語っている。
趣味は動物を見に行くことで、水族館や動物園、鳥カフェなどを訪れている。また、骨格の構造や進化、分類学的な知見についても興味があると語っている。上記のポケモン配信ではそうして得た動物の知識を用いてイラストを描いている。
また料理も得意で、家族のために毎日料理を作っている。得意料理はぶりの照り焼きである。ホットクックを購入したことで煮物料理を作るのが楽になったと語っている。
座右の銘は「雨垂れ石を穿つ」としており、絵を描くことに関しても、YouTube活動に関しても続けることが大切であると語っている。

## 作品リスト

### アダルトゲーム
- マジスキ 〜Marginal Skip〜（MOONSTONE、サブ原画）[11]
- いちゃぷり! 〜お嬢さまとイチャラブえっちな毎日〜（MOONSTONE Cherry、原画・エロプロデューサー）[13][20][60]
- 妹ぱらだいす! 〜お兄ちゃんと5人の妹のエッチしまくりな毎日〜（MOONSTONE Cherry、企画・原画・エロプロデューサー）[19][22][61]
- 放課後☆エロゲー部! 〜エロゲー制作のため女の子たちとえっちしまくりな毎日〜（MOONSTONE Cherry、企画・原画・サブ原画・エロプロデューサー）[11][23][62]
- 妹ぱらだいす!2 〜お兄ちゃんと5人の妹のも〜っと!エッチしまくりな毎日〜（MOONSTONE Cherry、企画・原画・エロプロデューサー）[21][24][63]
- デーモンバスターズ 〜えっちなえっちなデーモン退治〜（MOONSTONE Cherry、企画・原画・エロプロデューサー）[64][65][66]

### 原画集
伊東ライフのえろい本 -伊東ライフアートワークス-
2012年4月19日発売 / MAXムック PUSH Selected / ISBN 978-4-86379-149-7

### ビジュアルファンブック
マジスキ 〜marginal skip〜 オフィシャルファンブック
2009年11月26日発売 / 企画・編集：GoodTrain / 発行：彩文館出版 ツインテールブックス / ISBN 978-4775604472
妹ぱらだいす！ お兄ちゃんと5人の妹のエッチしまくりな毎日 公式ビジュアルファンブック
2011年4月26日発売 / 発行：キャラアニ（角川グループパブリッシング） / ISBN 978-4048953047
放課後☆エロゲー部!～エロゲー制作のため女の子たちとえっちしまくりな毎日～公式ビジュアルファンブック
2012年7月発売 / 発行：キャラアニ（角川グループパブリッシング） / ISBN 978-4048953108
妹ぱらだいす!2 〜お兄ちゃんと5人の妹のも〜っと!エッチしまくりな毎日〜 ビジュアルファンブック
2013年9月26日発売 / 編：PUSH!!編集部 / 発行：マックス（MAXムック PUSH Selected） / ISBN 978-4863791862

### 挿絵
『不堕落なルイシュ』シリーズ
著：森田季節 / イラスト：伊東ライフ / MF文庫J
妹ぱらだいす!
2011年4月28日発売 / 著：黒瀧糸由 / イラスト：伊東ライフ / 監修：MOONSTONE Cherry / 発売：パラダイム（パラダイムノベルス 499） / ISBN 978-4894909991
放課後☆エロゲー部!
2012年6月22日発売 / 著：沖田和彦 / イラスト：伊東ライフ、ひなたなお、エーキチ / 発行：パラダイム（ぷちぱら文庫 47） / ISBN 978-4-89490-457-6
妹ぱらだいす!2
2013年10月11日発売 / 著：真幸ひろ / イラスト：伊東ライフ / 監修：MOONSTONE Cherry / 発売：パラダイム（ぷちぱら文庫 114） / ISBN 978-4894903449

### その他
- デンキ街の本屋さん（第9話エンドカード）
- すのはら荘の管理人さん（第2話エンドカード）
- ありふれた職業で世界最強（第11話エンドカード）
- 異世界魔王と召喚少女の奴隷魔術Ω（第2話エンドカード）
- 東方ダンマクカグラ(「マツヨイナイトバグ」ジャケットイラスト)

## 出演

### Webアニメ
- じゃんたま PONG☆（2022年3月29日） - 伊東ライフちゃん 役（「伊東ライフちゃん」名義）[42]

### 関連作品
「おはクズ麻雀」 
漫画：あぐすけ、考案：天開司。『近代麻雀2021年1月号』竹書房、2020年12月1日。ASIN B08NF34YD9。 - 郡道美玲、因幡はねるらとともに登場。